# دانيلا جونز
دانيلا جونز (بالإنجليزية: Danielle Jones)‏ هي لاعب كرة مضرب أسترالية، ولدت في 4 مارس 1969.

## وصلات خارجية
- دانيلا جونز على موقع رابطة محترفات التنس (الإنجليزية)
- دانيلا جونز على موقع الاتحاد الدولي لكرة المضرب (الإنجليزية)
- دانيلا جونز على موقع خلاصة التنس.كوم (الإنجليزية)